# Nischni Baskuntschak
Nischni Baskuntschak (russisch Ни́жний Баскунча́к) ist eine Siedlung städtischen Typs in der Oblast Astrachan (Russland) mit 2789 Einwohnern (Stand 14. Oktober 2010).

## Geografie
Die Siedlung liegt am Nordrand der Kaspischen Senke etwa 230 km Luftlinie nordnordwestlich des Oblastverwaltungszentrums Astrachan, am westlichen Ufer des Salzsees Baskuntschak unweit der Grenze zu Kasachstan.
Nischni Baskuntschak gehört zum Rajon Achtubinsk und ist von dessen Verwaltungszentrum Achtubinsk etwa 50 km in östlicher Richtung entfernt.

## Geschichte
Der Ort entstand 1884 im Zusammenhang mit dem Beginn des Abbaus der Salzvorräte des Baskuntschak-Sees im industriellen Maßstab. In diesem Jahr wurde die Baskuntschak-Eisenbahn (russisch Baskuntschakskaja schelesnaja doroga) eröffnet, die den See mit mehreren Verladestellen am Wolgaarm Achtuba in der Gegend der heutigen Stadt Achtubinsk verband. Der Endpunkt der Strecke am See und die zugehörige Siedlung wurden zunächst nach dem See einfach Baskuntschak genannt.
1907 wurde die Eisenbahnstrecke von Saratow nach Astrachan eröffnet, die die Baskuntschak-Eisenbahn etwa zehn Kilometer westlich des Sees kreuzt. Dort entstanden eine größere Station und eine Siedlung, die den Namen Werchni Baskuntschak (‚Ober-Baskuntschak‘) erhielt; der Endbahnhof und die Siedlung am See wurden in Folge Nischni Baskuntschak (‚Nieder-‘ oder ‚Unter-Baskuntschak‘) genannt, da sie sich etwa 50 Höhenmeter tiefer in der unter dem Meeresspiegel liegenden Senke befinden, die der Baskuntschak-See einnimmt.
1925 erhielt Nischni Baskuntschak den Status einer Siedlung städtischen Typs.

### Bevölkerungsentwicklung
| Jahr | Einwohner |
| ---- | --------- |
| 1939 | 4461      |
| 1959 | 4774      |
| 1970 | 3477      |
| 1979 | 3768      |
| 1989 | 3360      |
| 2002 | 3167      |
| 2010 | 2789      |

Anmerkung: Volkszählungsdaten

## Sehenswürdigkeiten
Um das Nord-, Ost- und Südufer des Baskuntschak-Sees bei Nischni Baskuntschak erstreckt sich das Bogdo-Baskuntschak-Naturreservat, ein 185 Quadratkilometer großes Naturschutzgebiet, das Trockensteppengebiete mit dem Hügel Bolschoje Bogdo umfasst, der sich im Süden etwa 200 Meter über den See erhebt.

## Wirtschaft und Infrastruktur
Bei Nischni Baskuntschak werden jährlich 1,5 bis 5 Millionen Tonnen Kochsalz aus dem Baskuntschak-See gewonnen, die bis zu 80 %  der Kochsalzproduktion Russlands ausmachen. Daneben gibt es eine Gipsfabrik. Eine bescheidene Rolle spielt der Badetourismus zum See.
Der Ort ist Endpunkt einer Eisenbahnstrecke von Werchni Baskuntschak, der früheren Baskuntschak-Eisenbahn, heute betrieben von der Priwolschskaja schelesnaja doroga („Wolga-Eisenbahn“) der RŽD (nur Güterverkehr). Straßenanbindung besteht entlang der Bahnstrecke nach Achtubinsk, wo die Regionalstraße von Wolgograd nach Astrachan links der Wolga beziehungsweise Achtuba verläuft.